# Provinz Andrés Ibáñez
Andrés Ibáñez ist eine Provinz im westlichen Teil des Departamento Santa Cruz im Tiefland des südamerikanischen Anden-Staates Bolivien.

## Lage
Die Provinz grenzt im Norden an die Provinz Ignacio Warnes und die Provinz Sara, im Nordwesten an die Provinz Ichilo, im Südwesten an die Provinz Florida, im Südosten an die Provinz Cordillera, und im Osten an die Provinz Chiquitos.

## Bevölkerung
Die Einwohnerzahl der Provinz Andrés Ibáñez ist in den vergangenen drei Jahrzehnten auf mehr als das Zweieinhalbfache angestiegen:
| Jahr | Einwohner | Quelle       |
| ---- | --------- | ------------ |
| 1992 | 784 678   | Volkszählung |
| 2001 | 1 260 549 | Volkszählung |
| 2012 | 1 653 001 | Volkszählung |
| 2024 | 1.939.159 | Volkszählung |

40,1 Prozent der Bevölkerung sind jünger als 15 Jahre (1992). 99,0 Prozent der Bevölkerung sprechen Spanisch, 12,5 Prozent Quechua, 3,4 Prozent Aymara, und 0,8  Prozent Guaraní (1992).
6,7 Prozent der Erwerbstätigen arbeiten in der Landwirtschaft, 1,0 Prozent im Bergbau, 14,1 Prozent in der Industrie, 78,2 Prozent im Dienstleistungssektor (2001).
86,1 Prozent der Einwohner sind katholisch, 9,7 Prozent sind evangelisch (1992).
15,7 Prozent der Bevölkerung haben keinen Zugang zu Elektrizität, 22,2 Prozent leben ohne sanitäre Einrichtung (1992).

## Gliederung
Die Provinz gliederte sich bei der letzten Volkszählung von 2024 in die folgenden fünf Verwaltungsbezirke (bolivianisch „Municipios“):
- 07-0101 Municipio Santa Cruz – 1.606.671 Einwohner
- 07-0102 Municipio Cotoca – 106.292 Einwohner
- 07-0103 Municipio Porongo – 23.016 Einwohner
- 07-0104 Municipio La Guardia – 147.622 Einwohner
- 07-0105 Municipio El Torno – 55.558 Einwohner